# Matteo Messori
Matteo Messori (* 23. April 1976 in Bologna) ist ein italienischer Cembalist, Organist, Dirigent, Komponist und Musikwissenschaftler.

## Leben
Matteo Messori studierte in seiner Heimatstadt Klavier (bis 1990 bei der Schülerin Arturo Benedetti Michelangelis Franca Fogli), Orgel, Orgelkomposition (bei Umberto Pineschi) und Musikwissenschaft. Anschließend studierte er Cembalo in der Klasse des Cembalisten, Organisten, Dirigenten und Sängers Sergio Vartolo an den Konservatorien in Mantua und Venedig.
1998 gewann er den ersten Preis beim nationalen Cembalo-Wettbewerb „Gianni Gambi“ in Pesaro und erhielt weitere Auszeichnungen für seine musikalischen Aktivitäten. Er ist seit Jahren als Solist an Orgeln und Cembalos in Italien, Europa und Amerika tätig, auch mit kammermusikalischen und sinfonischen Gruppierungen. Als Dirigent hat Messori mit Capella Cracoviensis an der Philharmonie von Krakau (Weihnachtsoratorium Bachs) und mit dem Kammerorchester der Republik Belarus an der Philharmonie von Minsk gearbeitet. Er leitete die erste italienische szenische Aufführung des römischen Oratoriums von Händel, das La Bellezza ravveduta nel Trionfo del Tempo e del Disinganno. Es ist eine Produktion des Sagra Musicale Malatestiana in Rimini. Als Dirigent hat er in Frankreich, Italien, Deutschland und Russland Konzerte geleitet. Er arbeitete als Cembalist mit den Wiener Philharmonikern unter der Leitung von Daniel Harding, mit Giovanni Antonini und Il Giardino Armonico sowie mit Philippe Jaroussky zusammen gearbeitet und Cappella Augustana in der großen Halle der Philharmonie von Sankt Petersburg dirigiert. Für die Dirigiertechnik folgte er den Anweisungen und Ratschlägen von Charles Mackerras, Bruno Weil und Michele Mariotti.
Um die Beziehungen in der Musik zwischen Italien und Deutschland im 16. bis 18. Jahrhundert zu erforschen und in Aufführungen zu präsentieren, gründete Messori das Ensemble Cappella Augustana. Mit dem Ensemble nahm er geistliche Musik von Vincenzo Albrici auf.  Seine Einspielung des Dritten Teils der Clavierübung von Johann Sebastian Bach auf drei historischen Bach-Orgeln in Mitteldeutschland wurde mit der Auszeichnung „5 Diapason“ gewertet.
2010 erschienen verschiedene Einspielungen sowohl solistisch als auch mit der „Cappella Augustana“ für Cembalo: Die Kunst der Fuge, Musikalisches Opfer und die unvollendete Fuge BWV 1080/19, darunter auch die kanonischen Veränderungen über „Vom Himmel hoch da komm ich her“, BWV 769, ausgeführt an der Trost-Orgel in Waltershausen (1724).
Messori hat aktiv auf dem Gebiet der Bachforschung und Interpretation nach dem Pedalcembalo geforscht, das Bach allem Anschein nach für des Collegium musicum in Leipzig vom Orgelbauer Zacharias Hildebrandt erbauen ließ.
Im November 2011 schrieb die deutsche Fachzeitschrift Fono Forum: "Die Gesamteinspielung des Bach'schen Spätwerks ist ein Statement, mit dem sich der noch junge italienische Cembalist und Organist in die Spitzenliga der internationalen Bach-Interpreten gespielt hat. Dieser Eindruck verfestigt sich auch in der [...] Gesamtaufnahme des dritten Teils der "Clavier-Übung"".
Messori hat eine Professur für Orgel am staatlichen Konservatorium "B. Marcello" in Venedig inne, unterrichtet Cembalo, Generalbass und historische Tasteninstrumente am Konservatorium Reggio Emilia und leitet Meisterklassen und Interpretationskurse in verschiedenen Ländern.

## Diskographie (Auswahl)
- 2002: Vincenzo Albrici: Concerti sacri, Cappella Augustana – Label Mvsica Rediviva
- 2003: 5 CDs Heinrich Schuetz Edition Vol. 1, Cappella Augustana – Brilliant Classics
- 2004: 1 CD Heinrich Schuetz: Symphoniae sacrae, Cappella Augustana – Brilliant Classics
- 2004: 5 CDs Heinrich Schuetz Edition Vol. 2, Cappella Augustana – Brilliant Classics
- 2005: 4 CDs Heinrich Schuetz Edition Vol. 3, Cappella Augustana – Brilliant Classics
- 2008: 2 CDs Johann Sebastian Bach, Dritter Theil der Clavieruebung – Brilliant Classics
- 2010: 5 CDs Heinrich Schütz Edition Vol. 4, Cappella Augustana – Brilliant Classics
- 2010: 3 CDs Johann Sebastian Bach die Kunst der Fuge – Musikalisches Opfer – Einige canonische Veränderungen – Brilliant Classics
- 2011: 2 CDs Johann Sebastian Bach 8 Leipziger Präludien und Fugen – Schübler Choräle – Brilliant Classics
- 2011: 1 CD Luzzasco Luzzaschi – Gesamtwerk für Tasteninstrumente – Brilliant Classics
- 2012: 3 CDs Johann Caspar Kerll – Gesamtwerk für Tasteninstrumente – Brilliant Classics
- 2012: 1 CD Johann Sebastian Bach – Inventionen und Sinfonien (Klavichord)